# Attagenus pellio
Attagenus pellio es una especie de coleóptero de la familia Dermestidae.
Mide 3.6–6 mm. Se los encuentra en nidos de aves. Se alimentan de piel, cuero, cereales. El ciclo vital es de 6 meses a tres años. De origen europeo, ahora se distribuyen por todo el mundo, excepto los polos.